# (3089) Oujianquan
(3089) Oujianquan – planetoida z pasa głównego asteroid okrążająca Słońce w ciągu 5 lat i 11 dni w średniej odległości 2,93 j.a. Została odkryta 3 grudnia 1981 roku w Obserwatorium Astronomicznym Zijinshan w Nankinie. Nazwa planetoidy pochodzi od Ou Jianquana, chińskiego przedsiębiorcy. Przed nadaniem nazwy planetoida nosiła oznaczenie tymczasowe (3089) 1981 XK2.